# Estadio Ciudad de Caseros
El estadio Ciudad de Caseros es un estadio argentino ubicado en la ciudad homónima, perteneciente al partido de Tres de Febrero en el área metropolitana de Buenos Aires. Se localiza en la Avenida Justo José de Urquiza, entre las calles Lisandro de la Torre y Ricardo Trigilli, a la vera de las vías del ferrocarril General San Martín. El estadio pertenece al Club Atlético Estudiantes y se encuentra a 4 km de la sede social del club, situada en el barrio de Villa Devoto, Ciudad Autónoma de Buenos Aires.
Fue inaugurado el 11 de mayo de 1963. En él se disputan los partidos de fútbol que Estudiantes juega como local. Por su parte, a lo largo de la historia el estadio ha sido utilizado por varias instituciones como Sportivo Italiano hasta el año 2005, cuando inauguró su propia cancha. También Acassuso y Villa San Carlos al no poseer la infraestructura requerida para partidos oficiales. Centro Español fue quien ejerció la localía de forma regular, por última vez en 2015 aunque algunos clubes cercanos a la zona juegan en el estadio de forma esporádica como JJ. Urquiza, entre otros. Deportivo Riestra utilizó el recinto tras su paso por la Primera B Nacional en 2017. También se disputan algunos partidos correspondientes a la Copa Argentina.

## Historia
El estadio cuenta con capacidad para 16 740 espectadores sentados. Se localiza en la localidad de Caseros, allí se encuentra desde 1963. El primer partido disputado en el estadio fue con motivo de jugarse la segunda fecha del Torneo de Aficionados (hoy conocido como Primera D) contra el Club Atlético Piraña. Estudiantes ganó dicho encuentro por 5 a 0. El nombre del estadio se denomina Ciudad de Caseros. Dicho nombre fue votado por los socios durante la temporada 1991/92.
Tras la fundación del club el 15 de agosto de 1898, los alumnos de los colegios Mariano Moreno y Nacional Buenos Aires que solían jugar en los terrenos del puerto de Buenos Aires, precisamente en el dique 2. Aquellos terrenos eran anteriormente utilizados por una institución inglesa llamada Madero Rangers, ubicada en el barrio porteño de Palermo, perteneciente a la Ciudad Autónoma de Buenos Aires entre la Avenida Blandengues (hoy Avenida del Libertador) y la calle Oro.
A mediados de 1928, Estudiantes se fusionó con Sportivo Devoto permitiendo a la institución incorporar varios jugadores jóvenes que con el tiempo se convertirían en figuras. Asimismo, para esa época el club sufrió la falta de recursos económicos, razón por la cual pierde su antigua cancha. En 1931, comenzó a hacer de local en el estadio del club del barrio de Villa Devoto, dicho estadio se encontraba entre las calles Desaguadero y José P. Varela.
Esos problemas se acentuaron en gran forma al ser implantado en 1931 el profesionalismo. Estudiantes se mantuvo jugando en la Asociación Amateur, torneo que rápidamente perdió interés para la prensa y los aficionados, sumado a una nueva crisis económica, el club pierde nuevamente su estadio. Así el torneo de Segunda división de 1944 fue el último que el club jugó en Devoto.

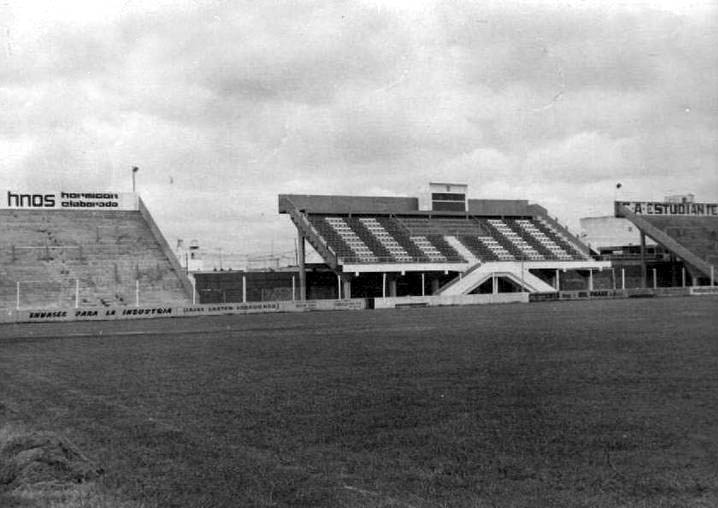
Estadio en el año 1976. Tribuna visitante (izquierda) Platea (medio) y Tribuna local (derecha)

Desde entonces Estudiantes empezó a hacer de local en diferentes estadios. Además de consumar el descenso de categoría a Tercera división en 1949, Estudiantes descendió nuevamente en 1959 pero a la Cuarta división. Así, comenzó una época dramática para la historia de la institución.
Tras 19 años sin tener estadio propio y haciendo de local en diferentes estadios del fútbol argentino. Finalmente, el 11 de mayo de 1963 inauguró el estadio Ciudad de Caseros, coincidiendo con el retorno del club a la Tercera división.
El 20 de marzo de 1982 se llevó a cabo el famoso Festival Rock del Sol a la Luna en el cual asistieron alrededor de 20.000 espectadores. En dicho festival tocaron bandas como Sumo, Riff, Los Violadores, Los Abuelos de la Nada, Orions, Memphis la Blusera, Juan Carlos Baglietto, entre otros.
En 1988 se habilitó la tribuna de cemento que da a las vías del ferrocarril San Martín, la obra empezó a realizarse a mediados del año 1986, en total duró alrededor de 18 meses, la cual mide 105 metros y tiene capacidad para más de 10 000 personas.
El 19 de septiembre de 1992 se disputó un partido entre Estudiantes y Dock Sud válido por la fecha 11 del Campeonato 1992/93 de la Primera B, dicho encuentro fue el primero en el estadio bajo el nombre Ciudad de Caseros.
El 12 de septiembre de 2005 se terminó de construir la concentración Ricardo Trigilli en honor al director técnico que ascendió al Pincha a Primera División en 1977 y al Nacional B en 1996. En dicha concentración los jugadores del club tienen la posibilidad de concentrar antes de afrontar un partido de local.
El 14 de abril de 2010 se inauguraron los nuevos bancos de suplentes, con butacas muy confortables pintadas con los colores del pincha.  Los bancos se denominan Juan Carlos Bravo y Javier Cordone, dos históricos del club.
El 23 de octubre de 2010 se inauguraron los palcos que cuentan con un amplio playón además de una confitería y vestuarios. También se proyectaron la realización de un sistema lumínico.
A fines del 2010 quedó instalado un sistema de riego artificial sobre el campo de juego, automatizado y controlado por computadora. Y empezó la modificación de la platea con butacas blancas y butacas negras que juntas forman las siglas del club C.A.E.
En el sector de gimnasio de la Avenida Urquiza se montó la totalidad de las viguetas y a la brevedad se procederá a completar el sector con la colocación de las aberturas, iluminación, escalera principal y pintura general. Además de estas dos importantes obras, se trabajó en la renovación total del sector de kinesiología y se preparó un nuevo consultorio médico.
El 2 de mayo de 2011 quedó inaugurada parcialmente la confitería ubicada abajo de los palcos, se realizó el llenado de los pozos de las torres de iluminación y finalizó la remodelación de la platea Juan Zanella con nuevas butacas blancas y negras aumentando la capacidad de la misma. También se instaló un sistema de riego artificial sobre el campo de juego, automatizado y controlado por computadora.
El 8 de junio de 2011 se estrenó el sistema de iluminación artificial de última generación. También se terminó la primera etapa de construcción de la confitería y se pintaron las cabinas de transmisión y se compró un nuevo tractor para cortar el césped de la cancha.
El 18 de octubre de 2013 se aprobó la iniciativa del nombre Ricardo Trigilli a la calle lateral al estadio, en homenaje para una de las personas más importantes en la vida del club.
A fines del año 2017, quedó inaugurada la pileta del club, para el desarrollo de todo tipo de actividades acuáticas como natación, matronatación, aquagym, waterpolo, entre otros.

## Distribución del estadio
La tribuna que está ubicada de espaldas a las vías del ferrocarril San Martín, se divide en tres sectores denominados Agustín Irigaray, Hugo Omar Curto y José J. C. Valenti, hay una capacidad para 9740 espectadores sentados; enfrente, la platea Juan Zanella, dispone de 420 asientos; a su derecha, están las tribunas locales denominadas: Pascual Melaragno, con capacidad para 750 espectadores sentados y Enzo Giacomelli, para 1580 espectadores sentados.
A la izquierda de la platea, se ubican las tribunas visitantes. La que está junto a la platea, denominada: Beto Pafundi, su capacidad es para 750 espectadores sentados y la otra tribuna, más cercana a la calle Ricardo Trigilli, se denomina: Arquitecto Daniel Ramos, con posibilidad de albergar 1600 espectadores sentados. La capacidad Total del Estadio Ciudad de Caseros es de 16 740 espectadores sentados. Esta cantidad se incrementa considerablemente con los espectadores de pie. Las medidas del campo de juego son: 102 m de largo por 68 m de ancho.
Posee una tribuna local con capacidad para 10 000 personas, una platea para 500 personas y dos cabeceras más en cada lado de la platea con capacidad para 3000 personas cada una, que pueden variar según con el rival que juegue el equipo, lo que da un total de 16 740 espectadores.

## Accesos

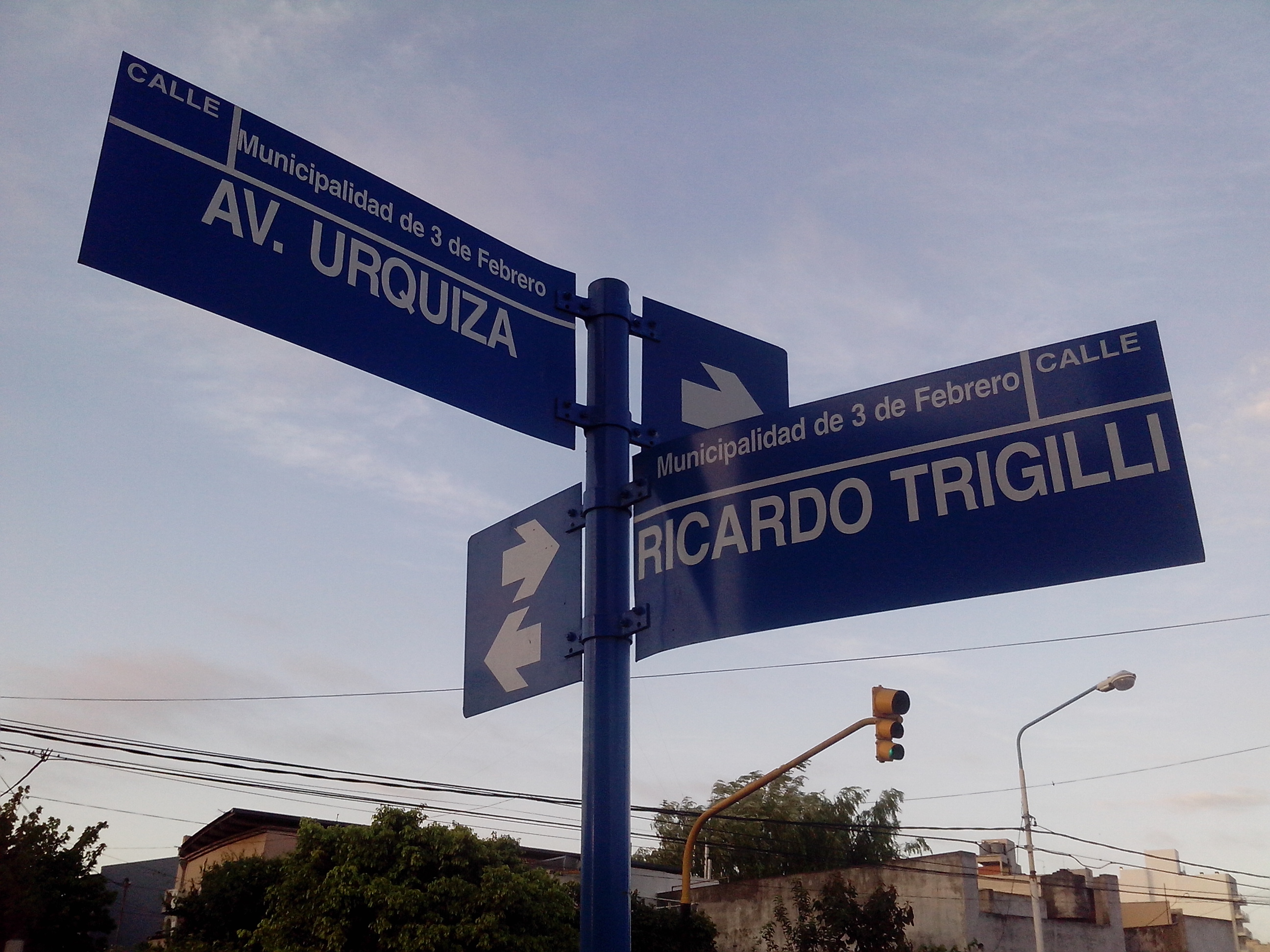
Intersecciones de las calles linderas al estadio.

Al estadio se puede arribar mediante la Avenida General Paz, hasta la Avenida Francisco Beiró ingresando al Partido de Tres de Febrero por la calle Lincoln hasta la Avenida Alvear doblando por la Avenida Urquiza hasta el estadio. También se puede llegar mediante la Autopista Acceso Oeste, viajando hasta el Hospital Posadas. Luego seguir por la Avenida Alvear hasta el cruce con la calle Lisandro de la Torre, la cual se cruza con la Avenida Urquiza.
Los medios de transportes son múltiples y variados. Mediante el Ferrocarril General San Martín. La línea suburbana del mismo denominada Línea San Martín, se encuentra la Estación Caseros a pocas cuadras del estadio.
También se puede acceder mediante colectivos: la Línea 53, la Línea 105, la Línea 123, la Línea 181, la Línea 237, la Línea 343 y la Línea 328 (ramal Caseros).

## Eventos
| Año  | Evento                                      | Dato                                                  |
| 1963 | Inauguración del estadio                    | Estudiantes venció por 5 a 0 a Piraña                 |
| 1988 | Final Reducido de la Primera D              | JJ. Urquiza venció 3 a 1 a Villa San Carlos           |
| 1995 | Final de la Primera D                       | JJ. Urquiza empató 0 a 0 con Victoriano Arenas        |
| 1997 | Final Reducido de la Primera B              | San Miguel empató 1 a 1 con Dock Sud                  |
| 1998 | Final de la Primera C                       | Flandria venció 3 a 0 a Ituzaingó                     |
| 2000 | Final de la Primera B                       | Sarmiento (J) venció 2 a 0 a Estudiantes              |
| 2007 | Promoción Nacional B - Primera B            | Estudiantes empató 0 a 0 con Ferro                    |
| 2008 | Final de la Copa Hermandad (1)              | Estudiantes empató 1 a 1 con Montevideo Wanderers     |
| 2011 | 2º eliminatoria de la Copa Argentina        | Estudiantes venció 1 a 0 a Defensores Unidos          |
| 2011 | 4º eliminatoria de la Copa Argentina        | Estudiantes empató 2 a 2 con Cambaceres               |
| 2012 | 2º eliminatoria de la Copa Argentina        | Estudiantes empató 1 a 1 con Centro Español           |
| 2012 | 5º eliminatoria de la Copa Argentina        | Estudiantes venció 2 a 0 a Deportivo Riestra          |
| 2013 | Fase metropolitana III de la Copa Argentina | Estudiantes venció 6 a 1 a Platense                   |
| 2017 | 32avos de final de la Copa Argentina        | Sacachispas empató 1 a 1 con Arsenal                  |
| 2017 | 32avos de final de la Copa Argentina        | Sarmiento (J) venció 1 a 0 a Brown (A)                |
| 2017 | 32avos de final de la Copa Argentina        | Aldosivi venció 2 a 1 a Central Córdoba               |
| 2017 | 32avos de final de la Copa Argentina        | Temperley venció 2 a 0 a Sportivo Las Parejas         |
| 2017 | 16avos de final de la Copa Argentina        | Atlanta venció 3 a 1 a SC Pacífico                    |
| 2020 | 32avos de final de la Copa Argentina        | Deportivo Madryn venció 1 a 0 a Platense              |
| 2021 | 32avos de final de la Copa Argentina        | Temperley empató 0 a 0 con Deportivo Riestra          |
| 2021 | 32avos de final de la Copa Argentina        | Huracán Las Heras venció 1 a 0 a Arsenal              |
| 2021 | 32avos de final de la Copa Argentina        | Defensores de Belgrano venció 4 a 2 a Almirante Brown |
| 2021 | 32avos de final de la Copa Argentina        | Villa San Carlos empató 0 a 0 con Atlanta             |
| 2021 | 16avos de final de la Copa Argentina        | Temperley venció 4 a 0 a Talleres (RE)                |
| 2022 | 32avos de final de la Copa Argentina        | Barracas Central venció 4 a 1 a Acassuso              |
| 2022 | 32avos de final de la Copa Argentina        | Gimnasia y Esgrima (LP) venció 1 a 0 a Liniers        |
| 2022 | Final Reducido de la B Nacional             | Estudiantes empató 0 a 0 con Instituto                |
| 2023 | Amistoso internacional femenino sub-20      | Argentina empató 0 a 0 contra Rusia                   |
| 2023 | Amistoso internacional sub-23               | Argentina venció 3 a 0 a Ecuador                      |
| 2023 | Amistoso internacional femenino             | Argentina venció 2 a 0 a Costa Rica                   |
| 2023 | 32avos de final de la Copa Argentina        | Huracán venció 4 a 1 a Yupanqui                       |
| 2023 | 32avos de final de la Copa Argentina        | Lanús venció 3 a 1 a Sol de Mayo                      |
| 2023 | 32avos de final de la Copa Argentina        | San Martín (SJ) venció 1 a 0 a Aldosivi               |
| 2024 | Amistoso internacional femenino             | Argentina perdió 2 a 0 contra Uruguay                 |
| 2024 | 32avos de final de la Copa Argentina        | Sarmiento (J) empató 1 a 1 con Temperley              |
| 2024 | 32avos de final de la Copa Argentina        | Argentinos Juniors venció 2 a 1 a Gimnasia y Tiro (S) |
| 2024 | 32avos de final de la Copa Argentina        | Platense empató 0 a 0 con Olimpo                      |
| 2024 | 16avos de final de la Copa Argentina        | Mitre (SdE) venció 1 a 0 a Gimnasia y Esgrima (M)     |
| ---- | ------------------------------------------- | ----------------------------------------------------- |

- (1) Fue un partido amistoso internacional para conmemorar la amistad y el aniversario de Estudiantes (110 años) y Montevideo Wanderers de Uruguay (106 años)

## Recitales
| País | Artista                | Año  | Ref    |
|      | Los Wawancó            | 1964 | [ 17 ] |
|      | Sumo                   | 1982 | [ 18 ] |
|      | Riff                   | 1982 | [ 19 ] |
|      | Los Abuelos de la Nada | 1982 | [ 19 ] |
|      | Los Violadores         | 1982 | [ 20 ] |
|      | Orions                 | 1982 | [ 21 ] |
|      | Memphis la Blusera     | 1982 | [ 19 ] |
|      | Juan Carlos Baglietto  | 1982 | [ 19 ] |
|      | Juan Carlos Baglietto  | 1991 | [ 22 ] |
|      | Dread Mar-I            | 2010 | [ 23 ] |
|      | Vicentico              | 2011 | [ 24 ] |
|      | Yerba Brava            | 2012 | [ 25 ] |
| ---- | ---------------------- | ---- | ------ |